# Nemacheilus papillos
Nemacheilus papillos és una espècie de peix de la família dels balitòrids i de l'ordre dels cipriniformes.
És un peix d'aigua dolça, demersal i de clima tropical, el qual viu al riu Batang Hari (Sumatra, Indonèsia).
És inofensiu per als humans.